# Batilly-en-Puisaye
Batilly-en-Puisaye is een gemeente in het Franse departement Loiret (regio Centre-Val de Loire) en telt 111 inwoners (2009). De oppervlakte bedraagt 19,0 km², de bevolkingsdichtheid is dus 5,8 inwoners per km².
De onderstaande kaart toont de ligging van Batilly-en-Puisaye met de belangrijkste infrastructuur en aangrenzende gemeenten.

## Demografie
Onderstaande figuur toont het verloop van het inwoneraantal van Batilly-en-Puisaye vanaf 1962.

Bron: Frans bureau voor statistiek. Cijfers inwoneraantal volgens de definitie population sans doubles comptes (zie de gehanteerde definities)
1. ↑  Populations de référence 2022.